# Ruandische Basketballnationalmannschaft der Damen
Die ruandische Basketballnationalmannschaft der Damen ist die Auswahl ruandaischer Basketballspielerinnen, welche die Fédération Rwandaise de Basketball Amateur auf internationaler Ebene, beispielsweise in Freundschaftsspielen gegen die Auswahlmannschaften anderer nationaler Verbände, aber auch bei internationalen Wettbewerben repräsentiert. Größter Erfolg waren die neunten Plätze bei den Afrikameisterschaften 2009 und 2011. 1977 trat der nationale Verband dem Weltverband Fédération Internationale de Basketball (FIBA) bei. Im Juni 2014 wurde die Mannschaft auf dem 63. Platz der Weltrangliste der Frauen geführt.

## Internationale Wettbewerbe

### Ruanda bei Weltmeisterschaften
Die Mannschaft konnte sich bisher nicht für eine Weltmeisterschaft qualifizieren.

### Ruanda bei Olympischen Spielen
Bisher gelang es der Mannschaft nicht, sich für die olympischen Basketballwettbewerbe zu qualifizieren.

### Ruanda bei Afrikameisterschaften
Die Mannschaft kann bisher zwei Teilnahmen an der Afrikameisterschaft vorweisen:
| - 1966: nicht qualifiziert - 1968: nicht qualifiziert - 1970: nicht qualifiziert - 1974: nicht qualifiziert - 1977: nicht qualifiziert - 1979: nicht qualifiziert - 1981: nicht qualifiziert - 1983: nicht qualifiziert - 1984: nicht qualifiziert - 1986: nicht qualifiziert - 1990: nicht qualifiziert | - 1993: nicht qualifiziert - 1994: nicht qualifiziert - 1997: nicht qualifiziert - 2000: nicht qualifiziert - 2003: nicht qualifiziert - 2005: nicht qualifiziert - 2007: nicht qualifiziert - 2009: 9. Platz - 2011: 9. Platz - 2013: nicht qualifiziert |

### Ruanda bei den Afrikaspielen
Die Damen-Basketballnationalmannschaft Ruandas nahm bisher einmal an den Wettbewerben der Afrikaspiele teil. Im Jahr 2011 kam das Nationalteam auf den siebten Rang.